# Поросль-Кіє
Поросль-Кіє (пол. Porośl-Kije) — село в Польщі, у гміні Соколи Високомазовецького повіту Підляського воєводства.
Населення — 88 осіб (2011).
У 1975-1998 роках село належало до Ломжинського воєводства.

## Демографія
Демографічна структура станом на 31 березня 2011 року:
|          | Загалом | Допрацездатний вік | Працездатний вік | Постпрацездатний вік |
| -------- | ------- | ------------------ | ---------------- | -------------------- |
| Чоловіки | 41      | 9                  | 28               | 4                    |
| Жінки    | 47      | 15                 | 20               | 12                   |
| Разом    | 88      | 24                 | 48               | 16                   |